# حوزه نفتی سیبری غربی

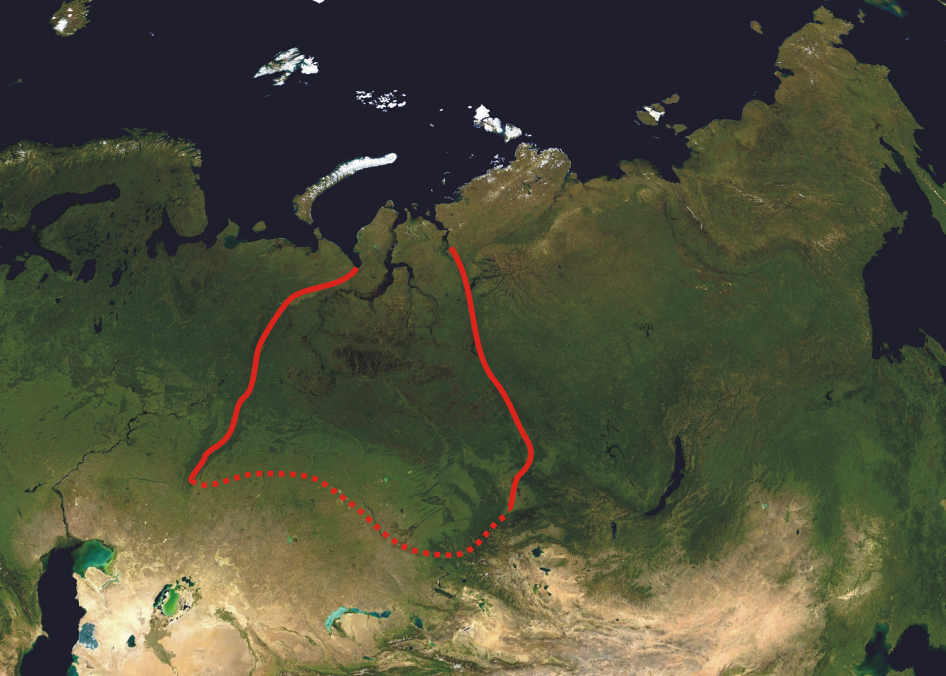
دشت سیبری غربی روی نقشه ماهواره‌ای شمال آسیا.

حوضه نفتی سیبری غربی (همچنین به عنوان استان هیدروکربن سیبری غربی یا حوضه نفتی سیبری غربی شناخته می‌شود) بزرگ‌ترین حوضه هیدروکربن (نفت و گاز طبیعی) در جهان است که مساحتی حدود ۲٫۲ میلیون کیلومتر مربع را پوشش می‌دهد و همچنین بزرگ‌ترین منطقه تولیدکننده نفت و گاز در روسیه است.
از نظر جغرافیایی، این میدان با دشت سیبری غربی در شمال آسیا مطابقت دارد. از سیبری غربی قاره‌ای، به عنوان میدان پرینوووزملسکی شرقی به دریای کارا امتداد می‌یابد.
در زیر آن بقایای تله‌های سیبری قرار دارد که تصور می‌شود مسئول انقراض بزرگ ۲۵۰ میلیون سال پیش بوده‌اند.

## تاریخچه

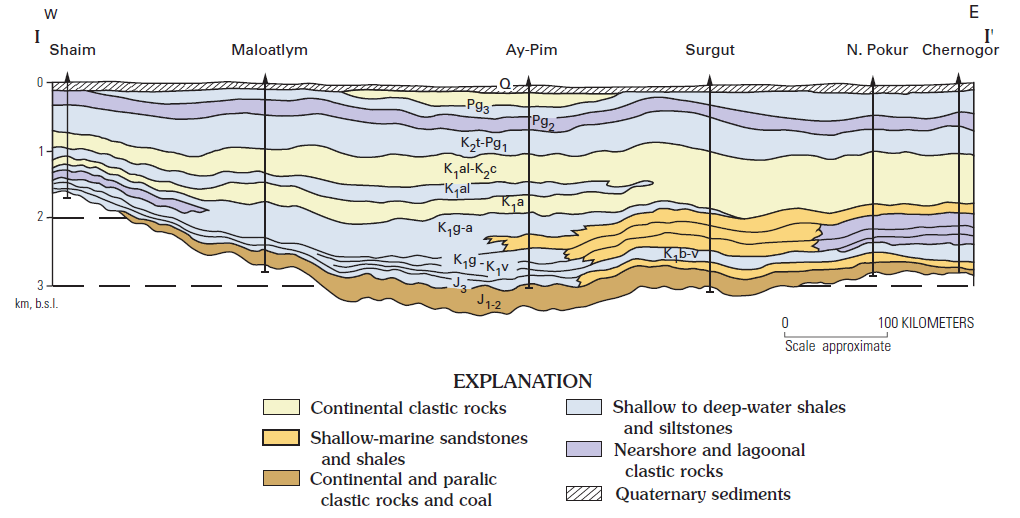
مقطع عرضی بخش جنوبی سیبری غربی

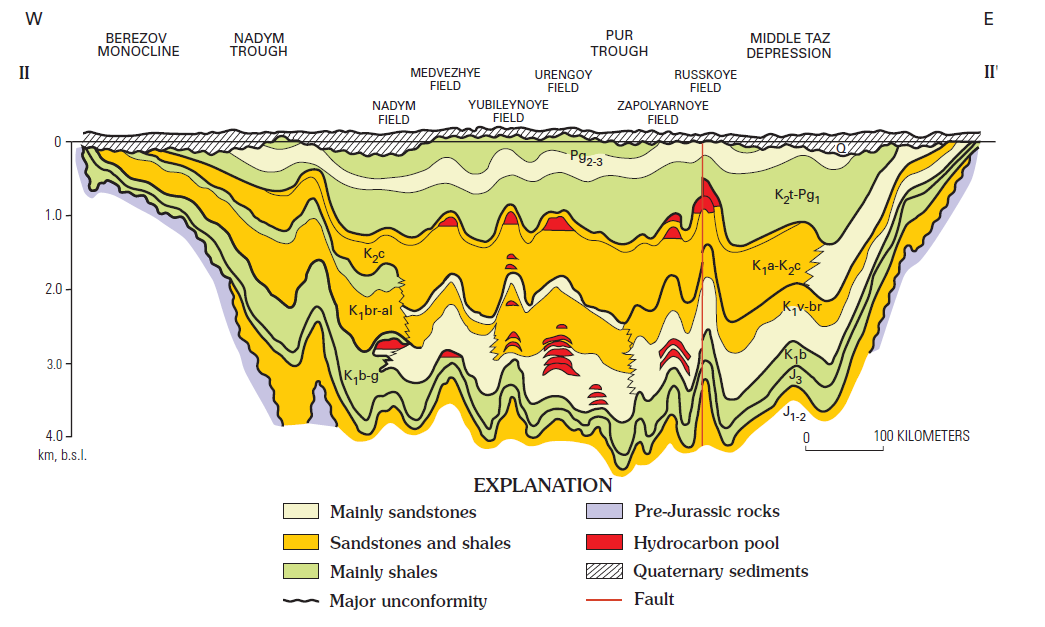
مقطع عرضی بخش شمالی سیبری غربی

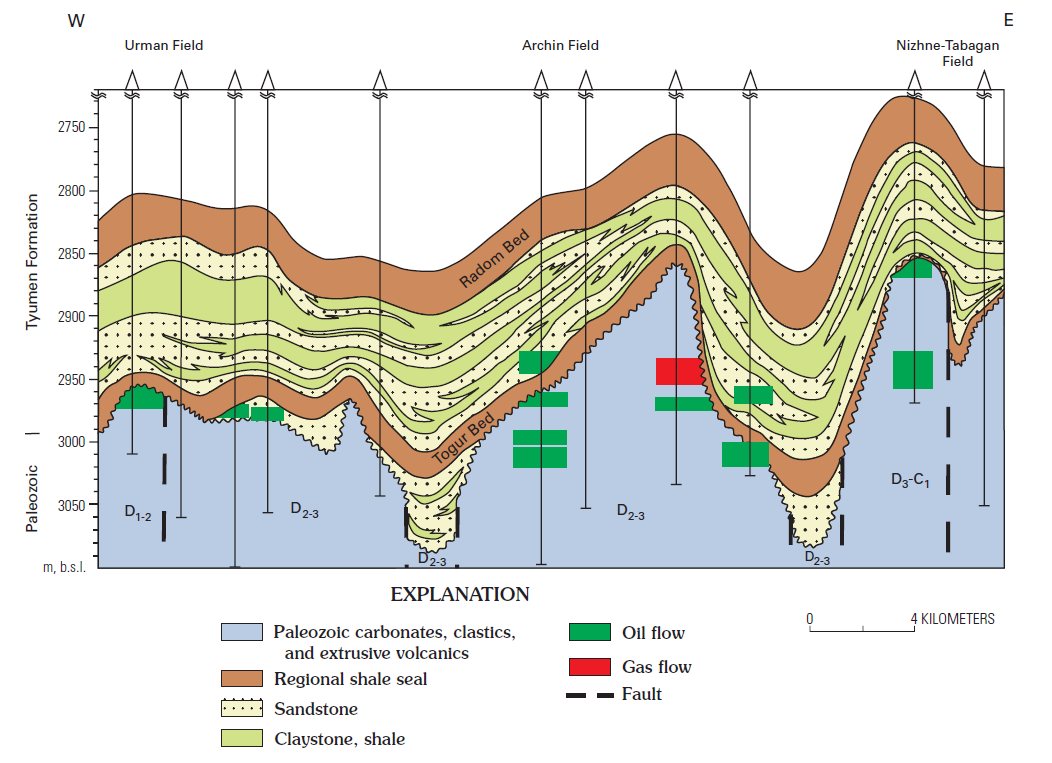
مقطع عرضی بخش جنوب شرقی سیبری غربی

گاز در سال ۱۹۵۳ در ماسه‌سنگ‌ها و سنگ‌های آهکی ژوراسیک بالایی، در میدان برزوف کشف شد. سپس در سال ۱۹۶۰، نفت در ژوراسیک بالایی ۴۰۰ کشف شد. کیلومتر به سمت جنوب، در میدان ترخوزر. در سال ۱۹۶۱، یک اکتشاف نفتی نئوکومین در منطقه اوب میانی انجام شد و پس از آن چندین میدان غول‌پیکر و بزرگ، از جمله میدان ساموتلور، کشف شد. در سال ۱۹۶۲، گاز در ماسه‌سنگ‌های سنومانین در میدان تاز کشف شد. پس از آن، چندین میدان گازی خشک غول‌پیکر و بزرگ در سازند پوکور آپتین -سنومانین، از جمله میدان مدوژیه و میدان اورنگوی، که به ترتیب در سال‌های ۱۹۷۲ و ۱۹۷۸ تولید خود را آغاز کردند، کشف شد. اکتشافات ژوراسیک پایینی-میانی در سازند تیومن در دهه ۱۹۷۰، در قوس کراسنولنین، از جمله میدان تالین در سال ۱۹۷۶، انجام شد. میدان غول‌پیکر روسانوفسکویه و میدان لنینگراد در سال‌های ۱۹۸۹–۱۹۹۰ در دریای کارا جنوبی کشف شدند.
از اوایل دهه ۲۰۱۰، شرکت انرژی دولتی گازپروم روسیه در حال توسعه پروژه یامال در منطقه شبه جزیره یامال بوده است. از سال ۲۰۲۰، یامال بیش از ۲۰٪ از گاز روسیه را تولید می‌کند که انتظار می‌رود تا سال ۲۰۳۰ به ۴۰٪ افزایش یابد. کوتاه‌ترین مسیرهای خط لوله از یامال به کشورهای شمالی اتحادیه اروپا، خط لوله یامال-اروپا از طریق لهستان و نورد استریم ۱ به آلمان است. مسیر پیشنهادی گاز از سیبری غربی به چین به عنوان خط لوله قدرت سیبری ۲ شناخته می‌شود.

## توضیحات

### جغرافیا
این حوضه، دشتی باتلاقی را بین کوه‌های اورال و رودخانه ینی‌سئی اشغال کرده است. در شمال، این حوضه از ساحل تا جنوب دریای کارا امتداد دارد. در غرب، شمال و شرق، این حوضه توسط کمربندهای چین‌خورده اورال، ینی‌سئی و توروخان - ایگارکا که در طول رویداد تکتونیکی هرسینین دچار تغییر شکل‌های عمده‌ای شده‌اند و کمربند چین‌خورده نوایا زملیا که در اوایل زمان سیمرین (تریاس) تغییر شکل یافته است، احاطه شده است. در جنوب، ساختارهای کالدونی چین‌خورده مناطق قزاقستان مرکزی و آلتای - سایان به سمت شمال در زیر پوشش رسوبی حوضه شیب دارند.

### زمین‌شناسی
این حوضه یک فرونشست نسبتاً بدون تغییر شکل مزوزوئیک است که بر روی زمین‌های انباشته شده هرسینین و سیستم کافت تریاس پیشین قرار دارد. پی سنگ از کمربندهای چین‌خورده‌ای تشکیل شده است که در زمان کربنیفر پسین - پرمین، در طول برخورد قاره‌های سیبری و قزاقستان با کراتون روسیه، تغییر شکل یافته‌اند. پی سنگ همچنین شامل چندین بلوک ریزقاره‌ای با توالی رسوبی پالئوزوئیک نسبتاً بدون تغییر شکل است.
توالی رسوبی این حوضه از سنگ‌های آواری تریاس میانی تا ترشیاری تشکیل شده است. بخش پایینی این توالی فقط در بخش شمالی حوضه وجود دارد؛ به سمت جنوب، لایه‌های جوان‌تر به تدریج روی پی سنگ قرار می‌گیرند، به طوری که در مناطق جنوبی، پی سنگ توسط سنگ‌های توآرسین و جوان‌تر پوشیده شده است. مرحله مهم در توسعه تکتونو-چینه‌شناسی حوضه، تشکیل یک دریای آب عمیق در زمان ولگیان - اوایل بریازیان بود. این دریا بیش از یک میلیون کیلومتر مربع را در منطقه مرکزی حوضه پوشانده بود. شیل‌های سیلیسی بسیار غنی از مواد آلی سازند باژنوف در این زمان در شرایط بی‌هوازی در کف دریا رسوب کردند. سنگ‌های این سازند بیش از ۸۰ درصد از ذخایر نفت سیبری غربی و احتمالاً بخش قابل توجهی از ذخایر گاز آن را تولید کرده‌اند. حوضه آب عمیق با کلینوفرم‌های آواری در حال پیشروی در زمان نئوکومین پر شده است. مواد آواری توسط سیستمی از رودخانه‌ها که عمدتاً از منشأ شرقی هستند، منتقل شده‌اند. ماسه‌سنگ‌های درون کلینوفرم‌های نئوکومین حاوی مخازن اصلی نفت هستند. سازند ضخیم قاره‌ای پوکور مربوط به آپتین - سنومانین در بالای توالی نئوکومین حاوی ذخایر عظیم گاز در بخش شمالی حوضه است.

### ذخایر نفت و گاز
حوزه نفتی سیبری غربی بزرگ‌ترین منطقه تولیدکننده نفت و گاز در روسیه است. نفت استخراج شده در این منطقه ۷۰ درصد از نفت تولید شده در کشور را تشکیل می‌دهد.
سه سیستم نفتی در مجموع در حوضه سیبری غربی شناسایی شده است. حجم هیدروکربن‌های کشف شده در این سیستم‌ها ۱۴۴ میلیارد بشکه نفت و بیش از ۱۳۰۰ تریلیون فوت مکعب گاز است. میانگین منابع کشف نشده ارزیابی شده ۵۵٫۲ میلیارد بشکه نفت، ۶۴۲٫۹ تریلیون فوت مکعب گاز و ۲۰٫۵ میلیارد بشکه مایعات گاز طبیعی است.